# Leena Brusiin
Leena Marketta Brusiin (Turku, 8 maggio 1946 – 11 febbraio 2019) è stata una modella finlandese, vincitrice del titolo di Miss Europa 1968.
Leena Brusiin fu incoronata Miss Europa il 23 settembre 1968 presso Kinshasa nel Congo, dove la rappresentante della Finlandia ebbe la meglio sulle ventuno concorrenti del concorso. In concorso si sarebbe dovuto tenere a Nizza, ma si dovette cambiare location per via delle contestazioni studentesche del 1968.
In precedenza Leena Brusiin era stata eletta Miss Finlandia e terza classificata a Miss Universo.